# CRABP2
CRABP2 (англ. Cellular retinoic acid binding protein 2) – білок, який кодується однойменним геном, розташованим у людей на короткому плечі 1-ї хромосоми.  Довжина поліпептидного ланцюга білка становить 138 амінокислот, а молекулярна маса — 15 693.
| 10         |  | 20         |  | 30         |  | 40         |  | 50         |
| ---------- |  | ---------- |  | ---------- |  | ---------- |  | ---------- |
| MPNFSGNWKI |  | IRSENFEELL |  | KVLGVNVMLR |  | KIAVAAASKP |  | AVEIKQEGDT |
| FYIKTSTTVR |  | TTEINFKVGE |  | EFEEQTVDGR |  | PCKSLVKWES |  | ENKMVCEQKL |
| LKGEGPKTSW |  | TRELTNDGEL |  | ILTMTADDVV |  | CTRVYVRE   |  |            |

A: Аланін

C: Цистеїн

D: Аспарагінова кислота

E: Глутамінова кислота

F: Фенілаланін

G: Гліцин

I: Ізолейцин

K: Лізин

L: Лейцин

M: Метіонін

N: Аспарагін

P: Пролін

Q: Глутамін

R: Аргінін

S: Серин

T: Треонін

V: Валін

W: Триптофан

Задіяний у такому біологічному процесі як транспорт. 
Білок має сайт для зв'язування з ретинолом. 
Локалізований у цитоплазмі, ядрі, ендоплазматичному ретикулумі.